# آدميون

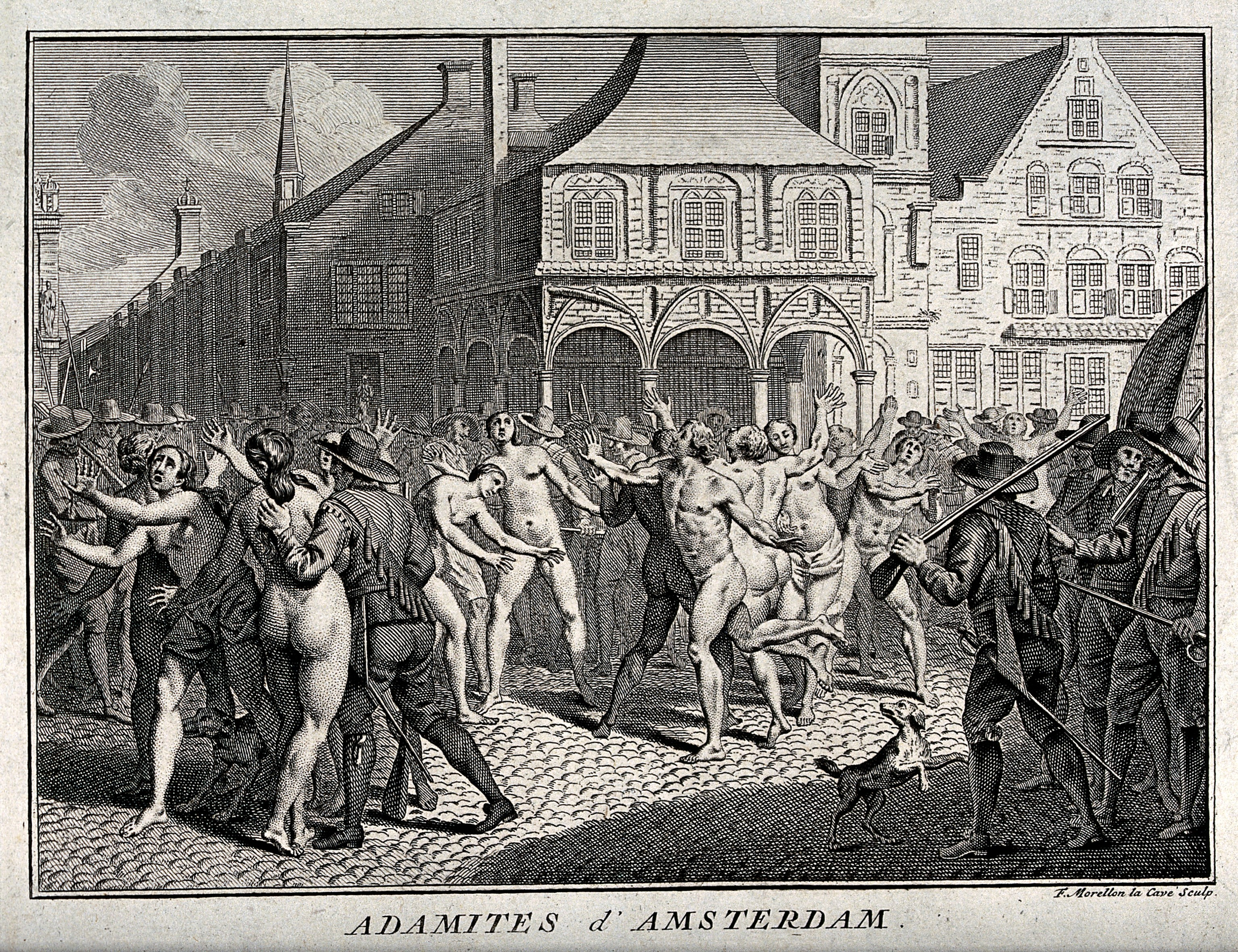
اعتقال الآدميين الجدد في ساحة عامة في أمستردام

الآدميون هم أتباع مجموعة مسيحية مبكرة في شمال إفريقيا في القرن الثاني والثالث والرابع. لم يرتدوا أي ملابس أثناء خدماتهم الدينية تقليدًا لآدم. وقد وردت رواياتٌ تقارير لاحقة عن طوائف مماثلة في أوروبا الوسطى خلال أواخر العصور الوسطى.